# Шекспир, Дороти
Дороти Шекспир (англ. Dorothy Shakespear; 14 сентября 1886, Лондон — 8 декабря 1973, там же) — английская художница, представитель вортицизма. Дочь писательницы Оливии Шекспир, жена поэта Эзры Паунда.

## Биография и творчество
Дороти Шекспир родилась в 1886 году в Лондоне в семье солиситора Генри Хоупа Шекспира и писательницы Оливии Шекспир. Она получила образование в Англии, а также в течение года изучала французский язык в Женеве. Она также рисовала акварелью, хотя художественного образования у неё не было.
В 1909 году Оливия Шекспир познакомилась с поэтом Эзрой Паундом и представила ему свою дочь. Под влиянием Паунда Дороти примкнула к направлению вортицизма. Она не подписывала манифест вортицистов и не принимала участия в их выставках, однако её рисунки были напечатаны в их журнале BLAST II. Кроме того, она оформляла обложки книг своего мужа и других вортицистов. Абстрактные акварели Дороти и её минималистские чёрно-белые эскизы предвосхищают эстетику ар-нуво 1920-х годов.
В 1914 году Дороти Шекспир вышла замуж за Паунда. Несколько лет пара жила в Лондоне, вращаясь в кругах авангардных писателей и художников. В 1919 году они отправились во Францию, где позднее к ним присоединился Томас Элиот. Супруги неоднократно возвращались в Англию, но в 1921 году переселились во Францию, а затем, в 1924 году, — в Италию, в Рапалло.
В Париже Паунд встретил и полюбил американскую скрипачку Ольгу Радж, которая последовала за супружеской парой в Италию. В 1925 году у Ольги родилась от Паунда дочь Мэри. На протяжении нескольких месяцев Дороти Паунд путешествовала по Италии без мужа, а затем отправилась в Египет, откуда вернулась беременной. В 1926 году у неё родился сын Омар Паунд. Паунд подписал свидетельство о рождении ребёнка и продолжал поддерживать отношения с обеими семьями. Первые полтора года маленький Омар оставался с Дороти; затем ребёнка отвезли в Лондон, где его воспитанием занималась Оливия Шекспир.
Ближе к концу Второй мировой войны население Рапалло было эвакуировано, и Эзра с Дороти были вынуждены поселиться вместе с Ольгой в её доме. Когда Паунда арестовали и поместили вначале в военную тюрьму в Пизе, а затем в психиатрическую больницу в Вашингтоне, Дороти последовала за ним, оказывая мужу всяческую поддержку и ведя его дела от его имени.
Когда в 1958 году пара вернулась в Италию, Паунд поселился, вместе с Дороти, у своей дочери Мэри. В последние годы жизни, когда здоровье обоих супругов ослабло, Дороти вернулась в Англию, а Паунд поселился с Ольгой в Венеции и оставался с ней вплоть до своей смерти в 1972 году. Дороти и Омар не получили сообщения о его смерти и не были на похоронах. В следующем году умерла и сама Дороти.